# Achaemenes (phó vương)
Achaemenes (còn bị gọi sai là Achaemenides bởi Ctesias, từ tiếng Ba Tư cổ Haxāmaniš) là một vị tướng nhà Achaemenes và phó vương của Ai Cập cổ đại vào giai đoạn đầu thế kỷ thứ 5 TCN, dưới thời vương triều thứ 27 của Ai Cập.

## Sự nghiệp
Ông là một người con trai của Darius I với nữ hoàng Atossa và do đó là em ruột của Xerxes I, Achaemenes đã được bổ nhiệm làm phó vương của Ai Cập vào khoảng thời gian giữa năm 486 và 484 TCN, ngay sau khi Xerxes lên ngôi. Vào lúc này, Ai Cập đang nổi dậy chống lại sự cai trị của nhà Achaemenes, và dường như là vị phó vương tiền nhiệm Pherendates đã thiệt mạng trong thời kỳ hỗn loạn này. Cuộc khởi nghĩa này, có thể đã được lãnh đạo bởi một vị pharaoh tự xưng tên là Psammetichus IV, cuối cùng đã bị Achaemenes dập tắt vào khoảng năm 484 TCN. Sau chiến thắng này, Achaemenes đã áp dụng một chính sách hà khắc hơn để ngăn chặn những cuộc khởi nghĩa mới, dẫu vậy kết quả là thực sự trái ngược.
Khi Xerxes phát động cuộc xâm lược Hy Lạp lần thứ hai của người Ba Tư (480–479 TCN), Achaemenes đã được triệu hồi để chỉ huy hạm đội Ba Tư-Ai Cập và tham gia vào trận Salamis (480 TCN). Achaemenes đã sống sót sau thất bại này, và được phái quay trở về Ai Cập để tiếp tục nhiệm vụ là thống đốc của mình.
Vào năm 460 TCN, dưới sự lãnh đạo của một hoàng tử bản địa tên là Inaros, Ai Cập đã nổi dậy một lần nữa chống lại sự cai trị của người Ba Tư. Achaemenes đã đối đầu với Inaros trong trận Papremis (459 TCN) nhưng đã thua trận và bị giết. Thi hài của Achaemenes đã được gửi tới vua Artaxerxes I như là một lời cảnh báo.